# Passtime Poets
Passtime Poets er en Rock/Pop-band fra Danmark.
Gruppen udsendte i efteråret 2008 en EP "Mt. Everlast", hvorfra singlen "Hollywood" kom i rotation på P3.
Også udlandet fattede interesse for rockkvartetten, som fik airplay i bl.a. Tyskland, Færøerne og England, hvor de er i stald hos selskabet Reeks Music.
Passtime Poets gik indtil 2007 under navnet Amazonair og har base i deres eget studie på Islands Brygge.
Gruppen spiller britisk beatpop med referencer til Morrissey, Suede, Blur og Pet Shop Boys.
| Musikgruppe | Spire Denne artikel om en dansk musikgruppe er en spire som bør udbygges. Du er velkommen til at hjælpe Wikipedia ved at udvide den. |